# Rebus

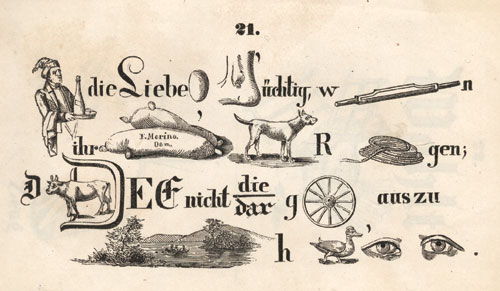
Un rebus nel 1861

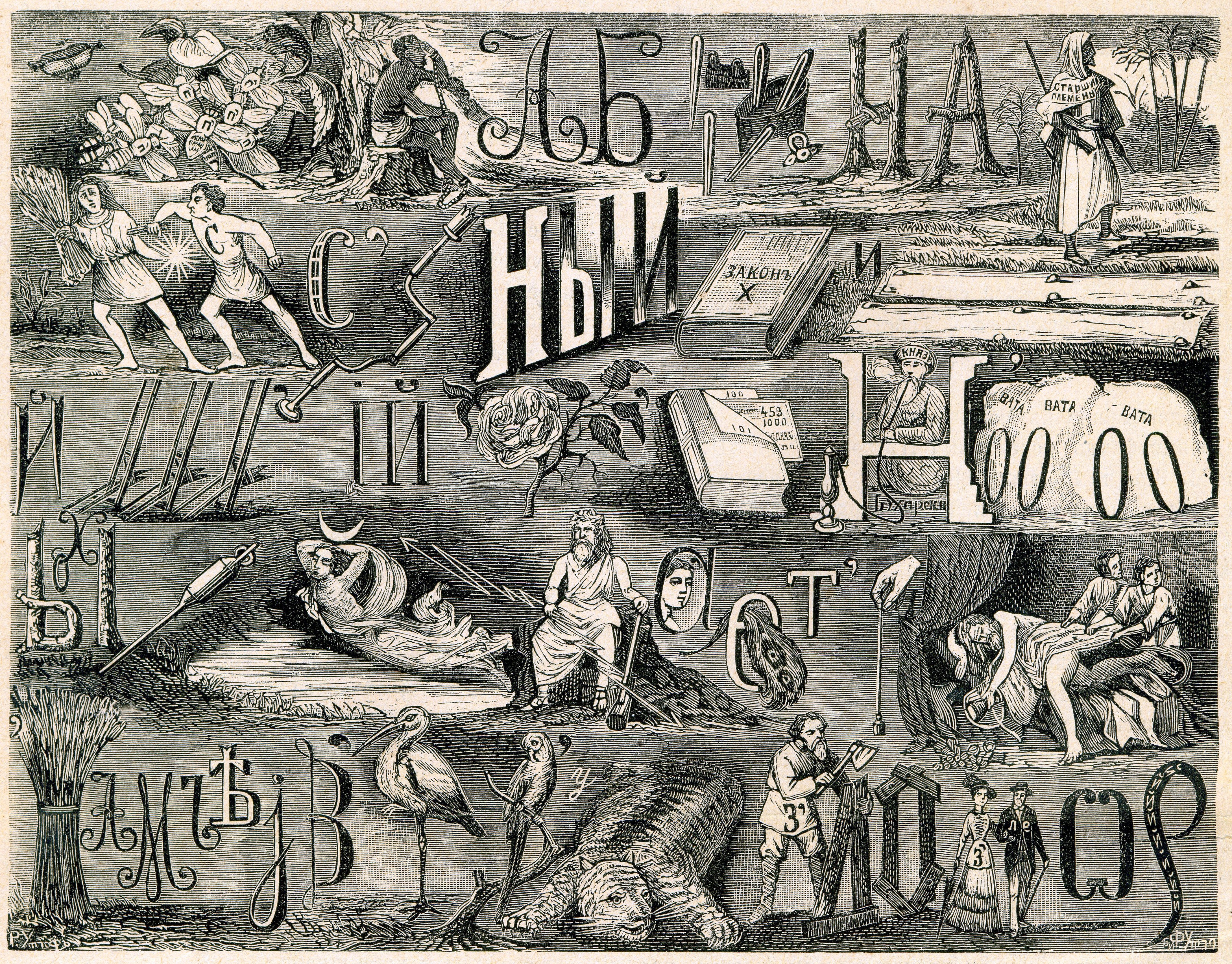
Un rebus del 1883 tratto dalla rivista russa Ребус (Trad.: «Rebus»)

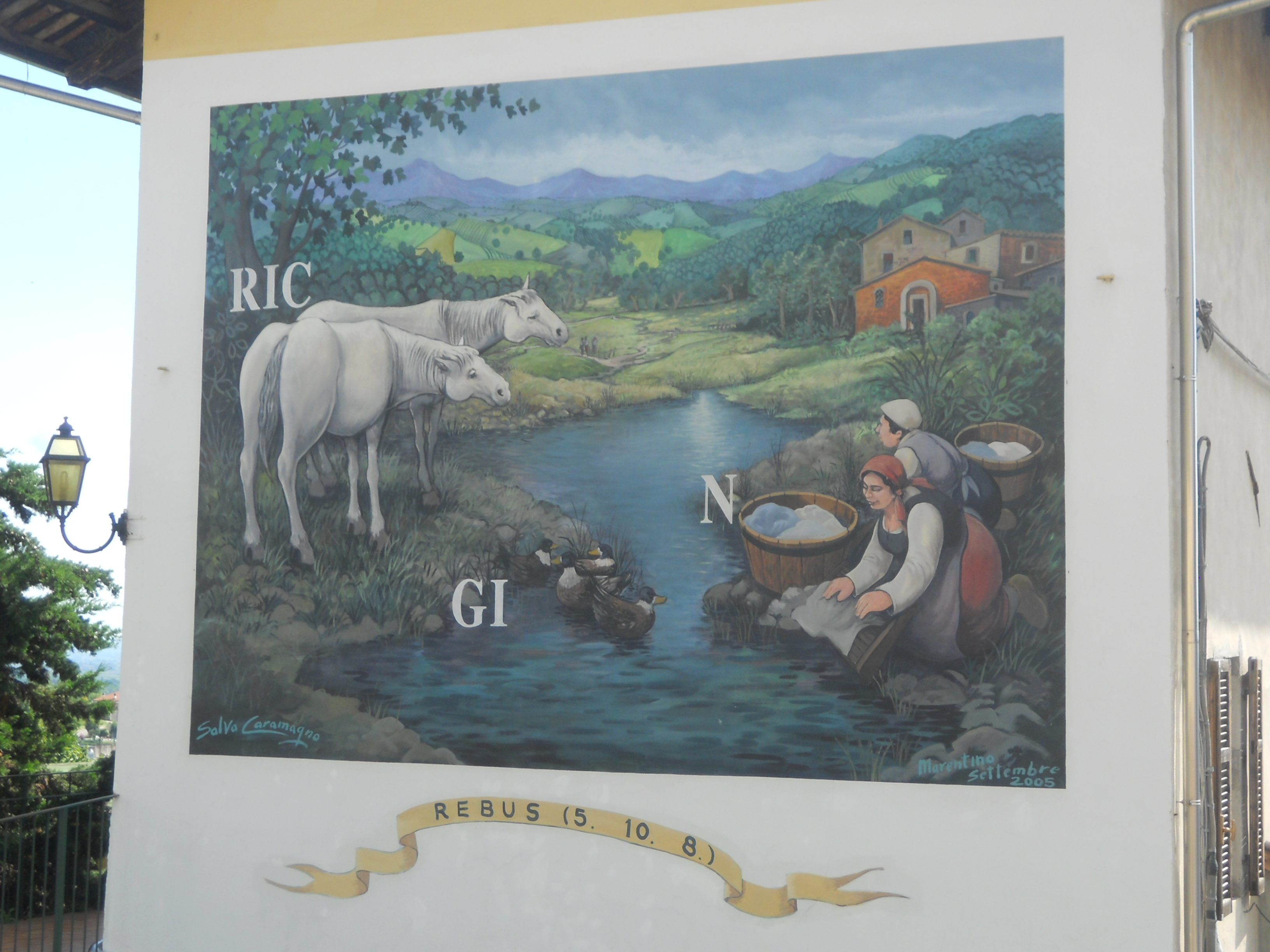
Un rebus-murales a Marentino.

Il rebus è un gioco enigmistico consistente in una vignetta che il solutore deve interpretare per ricavarne una frase risolutiva.

## Etimologia
L'etimologia del nome "rebus" è incerta, ma si fa comunemente risalire all'ablativo latino di res (= cosa), a suggerire che la frase è espressa con le cose, ossia con gli oggetti presenti nella vignetta. La parola "rebus" è anche metafora di una situazione intricata e di difficile interpretazione. In questo senso Antonio Tabucchi ha intitolato Rebus un suo racconto, e Ian Rankin ha chiamato Rebus il protagonista dei suoi romanzi polizieschi.

## Storia
I rebus sono probabilmente conosciuti sin dall'antichità. Il primo enigma classificabile come un rebus risale al III millennio a.C. nell'antico Egitto. Qui è stato trovato un geroglifico con il nome del faraone Narmer rappresentato da un pesce (nar) e da uno scalpello (mer).
I rebus ebbero un successo in Francia attorno al XVII secolo. In Italia già nel 1548, papa Paolo III decise di patrocinare la pubblicazione di un libro per "imparare a scrivere" attraverso i rebus che all'epoca vennero definiti "cifre figurate". 

## Caratteristiche
Alla vignetta di un rebus sono generalmente, ma non sempre, apposti segni grafici con una duplice funzione:
- indicare gli oggetti rilevanti ai fini della soluzione;
- costituire, di solito, frammenti della frase risolutiva stessa.

Tipicamente è questa la "normale" conformazione di un rebus, che va interpretato alternando lettere e parole in modo da costruire una frase (es.: C, O maschere; S, I denti; api S, A = Comasche residenti a Pisa). Il solutore ricava tale frase anche grazie a un diagramma numerico indicante la lunghezza delle parole e le loro relazioni. Il diagramma può essere costituito dalla sola seconda lettura (frase risolutiva) o anche dalla prima. Nell'esempio citato, un diagramma semplice sarebbe 8 9 1 4; uno dotato di prima lettura 1, 1 8; 1, 1 5; 3 1, 1 = 8 9 1 4, ma solitamente i diagrammi comprendenti anche la prima lettura sono usati solo nel caso di rebus particolarmente difficili. La vignetta va disegnata in modo tale che i grafemi, ossia le lettere esposte, risultino leggibili da sinistra a destra nel loro ordine; i grafemi apposti non sono mai più di tre consecutivi, anzi il loro numero complessivo, quanto più è basso, tanto più incrementa l'eleganza del gioco. L'insieme di un oggetto e dei suoi grafemi si denomina chiave.
Esistono però molti casi di rebus muto, in cui non sono previste lettere, bensì asterischi: essi svolgono solo la prima delle funzioni indicate, non dovendosi aggiungere agli oggetti nessun grafema (es.: Avi degenti = Avide genti). Alcuni rebus muti poi non presentano nemmeno gli asterischi: in questo caso la soluzione è data da una descrizione complessiva della scena. Quando una lettera ha vicino a sé un'altra lettera più piccola, bisogna frapporre tra loro la vocale A, mentre se ci sono due lettere sopra un soggetto ma leggermente distanziate tra loro, bisogna inserire la vocale E.

## Tipologie

### Rebus statici e rebus dinamici
Si definisce rebus statico (o di denominazione) quello la cui soluzione si ricava dalla semplice denominazione degli oggetti, come nel primo esempio citato. È invece dinamico (o di relazione) quello che richiede di descrivere una relazione fra le varie chiavi, per lo più attraverso aggettivi o verbi, dicendo quindi com'è o cosa fa un oggetto rispetto all'altro. Esistono poi rebus misti comprendenti sia chiavi di denominazione sia chiavi di relazione. Non sono però molto apprezzati: nel rebus, infatti, è sempre preferita l'omogeneità delle varie parti.

### Rebus fotografici
Nel rebus fotografico la vignetta è sostituita da una composizione di immagini fotografiche.
Con l'avvento della fotografia digitale e dei programmi di ritocco fotografico ha preso campo anche questo tipo di rebus utilizzato in particolare da PiRo PiRi che per primo, col rebus pubblicato su Il Secolo XIX del 18 luglio 2005, ha inserito nel contesto fotografico i volti di personaggi famosi che con il loro nome o cognome concorrono a comporre, insieme agli altri elementi, la soluzione del rebus.

## Validità ed eleganza del rebus
Sul piano della correttezza enigmistica di un rebus hanno importanza le relazioni etimologiche fra le parole. Devono infatti generalmente mancare le equipollenze, cioè affinità etimologiche (se non identità: in questo caso si tratterebbe di una pittografia) fra i termini che costituiscono le chiavi e quelli della soluzione.

### Triangolo brighiano
Giancarlo Brighenti, oltre a sviluppare numerose varianti, propose tre criteri per valutare la bellezza di questo gioco enigmistico. Essi costituiscono il cosiddetto triangolo brighiano. Si tratta di:
- originalità della trovata e coerenza fra le parti del gioco;
- bellezza e contenuto della soluzione;
- illustrazione artistica; per quest'ultimo aspetto, Briga dava un valore puramente estetico extra tecnico.

## Aggettivi, sostantivi e verbi nei rebus
Nei rebus, come in tutti i giochi di enigmistica, possono comparire aggettivi e sostantivi spesso arcaici o inusuali, che non fanno parte del parlato quotidiano. Ad esempio, la pancia viene definita epa, un uomo in piedi è ritto, una donna che prega è pia, un uomo in manette è reo e così via. Esiste un dizionario dei rebus che fornisce una raccolta di tali termini.

## Varianti
- il rebus stereoscopico o stereorebus (la soluzione si ricava dal raffronto fra due o più scene successive e dalla descrizione dei loro rapporti temporali); questo tipo di rebus fu inventato dall'enigmista Giancarlo Brighenti (1924-2001), in arte Briga, redattore della rivista "La Settimana Enigmistica".
- i rebus fondati su uno schema enigmistico aggiuntivo, come
  - il rebus a cambio (la soluzione si ricava cambiando alcune lettere delle parole da trovare con quelle esposte),
  - il rebus a scarto (la soluzione si ricava scartando le lettere esposte dalle parole da trovare),
  - il rebus a incastro, basato in realtà sulla zeppa (la soluzione si ricava inserendo le lettere esposte nelle parole da trovare),
  - il rebus senza dispari (la soluzione si ricava eliminando le lettere che, per ogni chiave, risultano dispari),
  - la transgrafia, basata sull'antipodo (la soluzione si ricava spostando la prima lettera della prima parola da trovare in fondo all'ultima e leggendo la sequenza al contrario) e priva di grafemi,
  - il rebus a intarsio (la soluzione si ricava intarsiando le lettere delle parole da trovare, nel loro ordine, secondo le indicazioni di un diagramma ad incognite)
  - la tallografia, basata sulla metatesi (la soluzione si ricava variando la posizione di una lettera, che viene esposta, nel corpo delle parole da trovare),
  - il sandwich, basato sull'incastro (la soluzione si ricava incastrando nella prima parola tutte le altre nel loro ordine) e privo di grafemi;
  - l'imago (la soluzione si ricava dall'immagine e da una didascalia sottostante). Questo tipo di gioco è stato inventato dall'enigmista Bardo.[4]
  - l'anarebus (la soluzione si ricava anagrammando le parole da trovare secondo un diagramma numerico che ne indica la posizione nella frase risolutiva).

Sovrapponibili alle varianti del rebus classico e stereoscopico sono poi altre distinzioni:
- il rebus a rovescio (la soluzione è ricavata dalla lettura inversa di parole ed eventuali grafemi, es. A, C selle, AF faretra = Arte raffaellesca);
- il rebus a domanda (la prima lettura è costituita da una domanda senza risposta);
- il rebus a domanda e risposta (la prima lettura è costituita da una domanda e dalla relativa risposta, es. GIO cosa fa? Vola! = Giocosa favola).

### Rebus descrittoeverbis
Una variante del rebus è il verbis, la cui definizione ha impegnato gli enigmisti, data la preesistenza di un gioco analogo, il rebus descritto. In entrambi c'è un testo al posto del disegno, in entrambi sono presenti sia parole che gruppi di lettere; la differenza maggiore sta nel fatto che:
- il rebus descritto coinvolge solo termini che possono benissimo essere rappresentati tramite un disegno;
- il verbis coinvolge nomi astratti, inviti, esclamazioni, insomma anche ciò che non è facilmente illustrabile.

Il termine verbis è stato coniato dall'ideatore del tipo di gioco, l'enigmista Bardo, sul modello della parola "rebus" e significa letteralmente "con le parole".
Il verbis, forse unico caso (finora), ha avuto lo sviluppo decisivo nel forum del sito web legato alla Settimana Enigmistica e alcuni dei verbis attualmente pubblicati dalla storica rivista e dal suo spin-off Il Mese Enigmistico sono frutto dell'ingegno dei partecipanti al forum stesso.

## Curiosità
- Il rebus era alla base del gioco televisivo Bis, condotto da Mike Bongiorno su Canale 5 dal 5 ottobre 1981 al 29 giugno 1990.
- Leonardo da Vinci ideò e disegnò molti rebus.